# جون ليندغرين (دراج)
جون ليندغرين هو دراج سويدي، ولد في 13 أغسطس 1986 في فالون في السويد.

## وصلات خارجية
- الموقع الرسمي
- جون ليندغرين على موقع الاتحاد الدولي للدراجات (الإنجليزية)
- جون ليندغرين على موقع أرشيف الدراجات (الإنجليزية)
- جون ليندغرين على موقع إحصائيات الدراجات الإحترافية (الإنجليزية)